# 心の海
「心の海」（こころのうみ）は、NHKの音楽番組『みんなのうた』で、2003年4月 - 5月に放送された楽曲。作詞：河島英五、作曲・編曲：ツェンドスレン・エンフマンライ、歌：アジナイホール。

## 概要
2001年に死去した河島英五が、生前モンゴル滞在中に創作した詞をもとに作成された曲。「5分曲」（ロングのうた）の一つ。河島は生前、番組で「魔法の絵の具」（1995年）を歌唱していた。
「エンフマンライ」はモンゴルを代表する音楽アーティストで、河島とはモンゴル滞在中のコンサートで知り合う。河島の死後に遺族から彼の残した詞に曲をつけて歌ってほしいと依頼され、河島の長男である河島翔馬と共に創作し、『みんなのうた』で放送された。 歌唱はエンフマンライが日本語で歌い、彼を中心とした馬頭琴バンド「アジナイホール」の演奏が流れた。映像にはモンゴルの実写映像に常連の吉良敬三（番組のテロップは「きらけいぞう」）によるカモメのアニメーションが合成された。
2003年発売のCDアルバム「河島英五 ヒストリー ～天夢～」の（Disc 6）に収録。放送では時間の都合上省略された前奏と後奏が聴ける。
再放送は一度もない。なお番組内で新曲が総合テレビのみで放送された最後の楽曲であり、翌月以降は教育テレビ（現・Eテレ）でも新曲が流れるようになる。